# Понте дел'Аспио (Анкона)
Понте дел'Аспио (итал. Ponte dell'Aspio) насеље је у Италији у округу Анкона, региону Марке.
Према процени из 2011. у насељу је живело 503 становника. Насеље се налази на надморској висини од 65 м.